# Umizoomi
Umizoomi (Team Umizoomi en VO) est une série télévisée d'animation américano-canadienne en 78 épisodes de 24 minutes produits par Curious Pictures, Frederator Studios, Cookie Jar Entertainment et Nickelodeon Productions et diffusée entre le 25 janvier 2010 et le 24 avril 2015 sur Nickelodeon.
En France, la série est diffusée depuis le 5 septembre 2011 sur France 5 dans Zouzous ainsi que sur Nickelodeon Junior et au Québec depuis juin 2011 sur Yoopa.

## Synopsis
Les héros de la série sont : Milli, une petite fille avec des couettes qui peut faire n'importe quel motifs avec sa robe, Géo, un petit garçon qui peut tout construire avec sa ceinture à formes et Bot, un robot avec qui tu peux tout savoir sans exception sur sa télé-bidou télévision. Pour se déplacer, les Umizoomi prennent la Umi-voiture. Leur but est d'aider les enfants qui ont des problèmes (objet disparu, objet cassé, etc.).

## Fiche technique
- Titre original : Team Umizoomi
- Titre français : Umizoomi
- Création : Soo Kim, Michael T. Smith, Jennifer Twomey, Jeff Borkin, Clark Stubbs, Brian L. Perkins, Dustin Ferrer, P. Kevin Strader...
- Direction artistique : David Newton, Dino Alberto
- Musique : P.T. Walkley
- Production : Soo Kim, Michael T. Smith ; Jennifer Twomey, Michael Hirsh, Toper Taylor (exécutifs)
- Sociétés de production : Curious Pictures, Cookie Jar Entertainment, Nickelodeon Productions
- Sociétés de distribution : DHX Media, MTV Networks International
- Pays d'origine :  États-Unis/ Canada
- Langue originale : anglais
- Format : couleur — 480i (4/3 SDTV) — son stéréo
- Genre : animation
- Nombre d'épisodes : 78 (4 saisons)
- Durée : 24 minutes
- Dates de première diffusion :
  - États-Unis : 25 janvier 2010
  - France : 5 septembre 2011

## Distribution

### Voix originales
- Sophia Fox : Milly (1re voix, saison 1)

- Madeleine Rose Yen : Milly (2e voix)
- Ethan Kempner : Geo (1re voix, saisons 1-3)

- Juan Mirt : Geo (2e voix)

- Donovan Patton (en) : Bot
- P.T. Walkley (en) : UmiCar

- Joe Narciso : Doormouse (1re voix)
- Chris Phillips (en) : Doormouse (2e voix)

Note : un redoublage anglophone a été effectué lors de la diffusion de la série au Royaume-Uni.

### Voix françaises
- Jessica Barrier : Milli
- Naïké Fauveau : Géo
- Vincent de Boüard : Bot
- Stanislas Forlani : Oscar
- Olivia Dutron : le petit fantôme, le garde souris
- Maryne Bertieaux : la licorne, la princesse (saison 4, épisode 16)
- Anaïs Delva : Sunny
- Philippe Roullier : Petit Trublion
- Olivier Jankovic : Grand Trublion
- Claude Lombard : chœurs
- Olivier Podesta : chœurs
- Pascale Chemin
- Élisa Bourreau
- Nathalie Bienaimé
- Adrien Solis

Version française
- - Studio de doublage : Chinkel
  - Direction artistique : Philippe Roullier (dialogues), Claude Lombard (chansons)
  - Adaptation : Julie Berlin-Semon, Philippe Garnier

 Source et légende : version française (VF) sur RS Doublage

## Épisodes
| Saison | Saison | Épisodes | États-Unis      | États-Unis       |
| Saison | Saison | Épisodes | Début de saison | Fin de saison    |
| ------ | ------ | -------- | --------------- | ---------------- |
|        | 1      | 19       | 25 janvier 2010 | 6 décembre 2010  |
|        | 2      | 20       | 18 octobre 2010 | 13 décembre 2011 |
|        | 3      | 19       | 14 octobre 2011 | 6 décembre 2012  |
|        | 4      | 20       | 4 février 2013  | 24 avril 2015    |

### Première saison (2010)
1. Le Festival de cerfs-volants (The Kite Festival)
2. Panique dans l'aquarium (The Aquarium Fix-It)
3. La Fête foraine (Carnival)
4. Le Pique-nique de l'école (Picnic)
5. Super aventure au supermarché (Super Trip to the Supermarket)
6. Les Héros du métro (Subway Heroes)
7. Le Matin sans lait (The Milk Out)
8. Au secours des dinosaures (The Dinosaur Museum Mishap)
9. La Grande Parade de jouets (The Rolling Toy Parade)
10. Livraison spéciale (Special Delivery)
11. Paré au décollage ! (Ready for Take Off)
12. Le Camion de glaces (The Ice Cream Truck)
13. Trains dans le Far West (The Wild West Toy Train Show)
14. Le Spectacle des papillons (The Butterfly Dance Show)
15. Le Jet d'eau éléphant (The Elephant Sprinkler)
16. L'Aire de jeux (Playground Heroes)
17. En route pour la bibliothèque (To the Library)
18. La Journée des objets préférés (Favorite Things Show)
19. La Grande Course de bateau (The Big Boat Race)
20. Au secours du père Noël (Santa's Little Fixers)[3]

### Deuxième saison (2010-2011)
1. Le Grand Prix d'Umi-ville (Race Around Umi City)
2. Les Six Petits Poussins (Chicks in the City)
3. La Grande Fête costumée de la famille Fantôme (The Ghost Family Costume Party)
4. Objectif Umi-voiture (The Great UmiCar Rescue)
5. Petit Capucin arrive au zoo (Purple Monkey Mission)
6. Aventures au musée (Day at the Museum)
7. Super savon ! (Super Soap!)
8. Bébé Comète (Counting Comet)
9. Les Patins à roulettes farfelus (Crazy Skates)
10. Au secours, Milli ! (Milli Saves the Day)
11. L’Équipe des Umi-Pompiers (Umi Fire Truck)
12. Elise, étoile du cirque (Ellee the Elephant)
13. L'Umi-chasse aux œufs (Umi Egg Hunt)
14. Sauvons la Sirène bleue (The Legend of the Blue Mermaid)
15. Sharky, la voiture-requin (Shark Car)
16. Le Roi des nombres (Journey to Numberland)
17. Le Magasin de jouets (Umi Toy Store)
18. Baxter le petit chien perdu (Buster the Lost Dog)
19. L'Incroyable Magicien Presto (The Incredible Presto)

### Troisième saison (2011-2012)
1. Les Coucounours (Cuckoo Bears)
2. Le Martelosaure (Stompasaurus)
3. Bon travail (Job Well Done!)
4. Jour de pluie (Rainy Day Rescue)
5. À la poursuite du chat voleur (Team Umizoomi vs. The Shape Bandit)
6. Étoile filante (Shooting Star!)
7. La Baguette magique de Presto (Presto's Magic House)
8. Les Umizoomi dans l'espace (DoorMouse in Space)
9. Les Jeux Umi-lympiques (The Umi Games)
10. Opération Chaton (The Kitty Rescue)
11. La Course au dodécagone (The Great Shape Race)
12. Les Animaux à l'école (Animal School House)
13. Docteur Bo (Doctor Bot)
14. La Fête foraine (Boardwalk Games)
15. Jouets trouvés (Lost and Found Toys)
16. Le Dragon des maths (Let's Play Math Dragons!)
17. Chez le coiffeur (Haircut Hijinx)
18. La Chasse au trésor de Umi-Ville (The Umi City Treasure Hunt)
19. Jour de neige (A Sledding Snow Day)

### Quatrième saison (2013-2015)
1. Le Garçon au skateboard dragon (The Boy With the Dragon Skateboard)
2. À la recherche des pingouins perdus (City of Lost Penguins)
3. Le Cadeau d'anniversaire de Umi-voiture (UmiCar's Birthday Present)
4. La Fée du soleil (The Sunshine Fairy)
5. Umi-police ! (UmiCops!)
6. Le Vaisseau de Gloupi (Gloupi Fly Home)
7. Joe le petit panda (Little Panda Joe)
8. Les Super outils (Robo Tools)
9. Déjeuners en danger (Stolen Lunches)
10. Boulettes en folie (Meatballs Madness)
11. Umi-ninjas (Umi Ninjas)
12. Le Grand Prix d'Umi-ville (Umi Grand Prix)
13. Panique au cinéma (Movie Madness)
14. Les Umi-chevaliers (Umi Knights)
15. La Potion somnifères (Sleeping UmiCar)
16. Les Aventuriers des contes de fée perdus (Lost Fairy Tale in the City)
17. Umizoomi-coptère à la rescousse (Umi Rescue Copter)
18. Les Bidules fous (Gizmos Gone Wild!)
19. Les Umizoomi dans l'espace (Umi Space Heroes)[4]